# دينيس كوستيوك
دينيس كوستيوك (بالأوكرانية: Дени́с Валенти́нович Костю́к)‏ ولد بتاريخ 13 مارس 1982 في ميكولايف، هو دراج أوكراني في صنف سباق الدراجات على الطريق.

## روابط خارجية
- دينيس كوستيوك على موقع الاتحاد الدولي للدراجات (الإنجليزية)
- دينيس كوستيوك على موقع أرشيف الدراجات (الإنجليزية)
- دينيس كوستيوك على موقع إحصائيات الدراجات الإحترافية (الإنجليزية)
- دينيس كوستيوك على موقع نسبة الدراجات (الإنجليزية)
- دينيس كوستيوك على موقع أوليمبيديا (الإنجليزية)